# Estabelecimento Prisional de Lisboa
O Estabelecimento Prisional de Lisboa é uma prisão localizada no concelho de Lisboa.
A sua lotação é de 1300 reclusos e está sob a tutela do Tribunal de Execução das Penas de Lisboa.
É neste espaço que ocorre o romance de Álvaro Cunhal, sobre o pseudónimo de Manuel Tiago, A estrela de seis pontas, pois visto de cima, com as suas seis alas, o estabelecimento faz lembrar uma estrela.
Está previsto o Estabelecimento Prisional de Lisboa fechar em 2026. Os 880 reclusos que estão a cumprir pena em 2022 serão transferidos para outras cadeias.

## Instalações
O EPL é composto pelos seguintes edifícios:
- Edifício da Portaria e Instalações de Atividades e de Permanência de Guardas Prisionais;
- Edifício Principal, onde funcionam a Direção do Estabelecimento Prisional, as Chefias do Corpo de Guardas, os Técnicos de Diversas Áreas Funcionais e os Serviços Administrativos e de Apoio;
- Zona Prisional- Redondo e Alas Prisionais;
- Zona de Serviços (Cozinha, Despensa, Lavandaria, Casa das Caldeiras, Oficinas, etc.);
- Serviços Clínicos;
- Messe do Pessoal.